# Pawel Stepanowitsch Popow
Pawel Stepanowitsch Popow (* 1842; † 1913) (russisch Павел Степанович Попов, wiss. Transliteration Pavel Stepanovič Popov), war ein russischer Sinologe. Er übersetzte die alten philosophischen Texte Mengzi (Mencius) und Lunyu (Gespräche des Konfuzius) ins Russische. Die Arbeit am Китайско-русский словарь (Chinesisch-russischen Wörterbuch) des Archimandriten und Sinologen Palladius (Pjotr Iwanowitsch Kafarow) setzte er nach dessen Tod fort und gab es 1888 heraus. Seit 1890 war er korrespondierendes Mitglied der Russischen Akademie der Wissenschaften.

## Werke
- [Lun Yu. Russisch] Изреченія Конфуція, учениковъ его и другихъ лицъ / переводъ съ китайскаго съ примѣчаніями П. С. Попова. С.-Петербургъ, 1910. ( Изданія Факультета Восточныхъ Языковъ Имп. Санктпетербургскаго Университета ; no. 33)
- Dopolnitel'nye izbrannye kitajskie teksty P. S. Popova / P. S. Popov. - Peking, 1911
- Le Panthéon chinois / Pavel Stepanovič Popov. - Sankt Petersburg, 1907
- [Mengzi. Russisch] Kitajskij filosof Mén-Czy ; P[avel] S[tepanovič] Popov ; Perevod s kitajskago, snabžennyj priměčanijami / K'o Meng. - Sankt Petersburg: Tip. Akad. Nauk, 1904 (Izdanija Fakul'teta Vostočnych Jazykov Imp. S.-Peterb. Universiteta ; 18)
- Kitajskie teksty razgovornago jazyka vybrannye / P[avlom] (S[tepanovičem]) Popovym. Teil: 1–2 (Izdanija fakul'teta vostočnych jazykov Imp. S.-Peterburgskago universiteta; No 12). - Sankt Petersburg: A. Ikonnikov, 1903
- Kitajsko-russkij slovar, sostavlennyj byvshim nachalnikom pekinskoj duhovnoj missii arhimandritom Palladiem i starshim dragomanom diplomaticheskoj missii v Pekine P.S. Popovym. - Peking, 1888